# Trượt mong
Trượt mong là một nghề khai thác hải sản đặc trưng của ngư dân ấp Mỏ Ó, xã Trung Bình, huyện Trần Đề, tỉnh Sóc Trăng, Việt Nam; được thực hiện trên những vùng bãi bồi ven biển (bãi bùn) khi nước thủy triều rút.

## Lịch sử
Những bãi bồi ven biển là nơi trú ngụ của nhiều hải sản (cua, sò, nghêu, cá...). Khi thủy triều rút xuống sẽ bộc lộ một bãi bùn có diện tích lớn, dài hàng chục kilômét.
Để khai thác nguồn lợi hải sản ở khu vực này, từ hàng trăm năm nay, các ngư dân đã lấy một tấm ván mỏng đóng thành phương tiện di chuyển (gọi là Mong) trên bùn lầy nhanh và nhẹ nhàng từ trong bờ ra đến thềm nước để thả lưới bắt cua, cá, sò hoặc di truyển trên đầm lầy để thu nhặt sản vật.

## Cấu tạo của Mong
Mong có cấu tạo gồm các bộ phận như: ván trượt (được làm bằng các tấm gỗ mỏng), khoang chứa (để chứa hải sản đánh, bắt được), tay cầm (để lái)...

## Các di chuyển
Khi di di chuyển, ngư dân dùng một chân quỳ lên tấm ván, chân còn lại dưới bùn đẩy cho ván lướt đi, hai tay cầm vào cần lái để định hướng trượt; hầu như toàn lực dồn về mong, nên mọi người thường gọi là “trượt mong””.

## Hiện nay
Thời điểm hiện tại, ở ấp Mỏ Ó hiện còn khoảng 70 hộ làm nghề “trượt mong” đánh bắt hải sản mưu sinh. Hàng năm, chính quyền địa phương tổ chức lễ hội “Trượt Mong” thu hút nhiều ngư dân và khách du lịch tham gia.